# Potasz (stacja kolejowa)
Potasz (ukr: Станція Поташ) – stacja kolejowa w miejscowości Potasz, w obwodzie czerkaskim, na Ukrainie. Jest częścią Kolei Odeskiej. Znajduje się na linii Cwitkowe – Chrystyniwka.

## Linia kolejowa
- Cwitkowe – Chrystyniwka